# Elisabetta d'Ungheria (regina di Serbia)
Elisabetta d'Ungheria (in ungherese Erzsébet; in serbo Јелисавета?, Jelisaveta), nota anche come Elisabetta degli Arpadi (in ungherese Árpád Erzsébet) o come la Beata Elisabetta Vedova (in ungherese Árpádházi Boldog Erzsébet) (Ungheria, 1255 circa – 1322 circa) fu una delle figlie di Stefano V d'Ungheria e di Elisabetta la Cumana, divenuta regina consorte di Serbia sia pur in maniera contestata e per breve tempo.
Pur essendo stata fin dall'infanzia instradata a una carriera ecclesiastica, si sposò due volte, venendo in entrambi i casi rapita dai suoi mariti, ovvero il nobile boemo Zavis di Falkenstein e il re Stefano Uroš II Milutin di Serbia. Entrambi i mariti vantavano però un grado di parentela inaccettabile con Elisabetta dal punto di vista canonico. Per questo, il matrimonio con Zavis di Falkenstein non fu riconosciuto dalla Chiesa ungherese, mentre quello con Stefano Uroš II Milutin non fu riconosciuto dalla Chiesa serba.
A seguito della sua morte, Elisabetta venne ritenuta beata dalla Chiesa ungherese. Nelle sue agiografie non viene quasi mai fatta menzione dei suoi mariti.

## Biografia

### Origini e primi anni
Elisabetta era la figlia del re Stefano V d'Ungheria e della sua moglie cumana, battezzata con il nome di Elisabetta e probabilmente a sua volta figlia di Köten, un capotribù (khan) e comandante militare cumano attivo nella metà del XIII secolo. Elisabetta aveva cinque fratelli di cui si ha conoscenza, ovvero Caterina (moglie del re Stefano Dragutin di Serbia), Maria (moglie del re Carlo II di Napoli), Anna (moglie dell'imperatore bizantino Andronico II Paleologo), il re Ladislao IV d'Ungheria e Andrea di Slavonia. La sua data di nascita esatta rimane sconosciuta; questa è stata desunta sulla base di una lettera redatta dall'arcivescovo Lodomerio di Strigonio a papa Nicola IV del 8 maggio 1288 e riportata nel 1308 dall''Anonymi Descriptio Europae Orientalis. La missiva testimonia che nel 1288 Elisabetta aveva circa 32-34 anni, ventidue dei quali vissuti in un monastero. Pertanto, la sua data di nascita potrebbe essere collocata intorno al 1254-1256, circostanza che la renderebbe la primogenita della sua famiglia. Tale ipotesi è stata fortemente sostenuta dallo storico Ferenc Kanyó, il quale ha posto l'attenzione sulla Leggenda di Santa Margherita e sulla confessione della stessa Elisabetta della venerazione della zia (1276); nei due scritti si menziona infatti che Elisabetta era la figlia primogenita del re Stefano V. Tuttavia, secondo lo storico Gyula Kristó, la cui opinione si basa sull'opera di Mór Wertner, Elisabetta nacque intorno al 1260 e fu la terza (o quarta) figlia dei suoi genitori.
Elisabetta aveva quattro anni quando fu mandata al monastero domenicano della Beata Vergine sull'isola dei Conigli (l'odierna isola Margherita, a Budapest), una comunità fondata da suo nonno Béla IV per sua figlia Margherita, la quale si era anch'essa fatta monaca. Nel 1259, quando al potere vi era Stefano V, i privilegi del monastero vennero confermati con una lettera; in quest'ultima viene menzionata Elisabetta, ragion per cui fu probabilmente allora che la principessa si trasferì nel monastero. Stefano seguì forse l'esempio di suo padre Béla IV, che aveva mandato la sua figlia primogenita Margherita sull'isola dei Conigli.
Poco si sa degli anni della vita monastica di Elisabetta. Un documento del 1265 e la storia della vita della sua santa zia Margherita menzionano in maniera fugace la sua presenza al Monastero della Beata Vergine. Santa Margherita morì nel 1270 e, secondo i documenti, desiderava che sua nipote diventasse la prossima badessa della sua comunità. Elisabetta è menzionata per la prima volta come priora (priorissa) del monastero nel 1278. La prosperità del monastero della Beata Vergine durante gli anni in cui visse Elisabetta è accertata da numerosi documenti dell'epoca. Per ordine del re Ladislao IV, dal 1287 il monastero vantò il diritto di ricevere gli introiti delle tasse dalla fiera di Buda. Furono i numerosi possedimenti e il gran numero di successive donazioni compiute da parte della famiglia reale a rendere il monastero una delle più ricche istituzioni ecclesiastiche dell'Ungheria alla fine del XIII secolo. Secondo gli ultimi passaggi della Leggenda di Santa Margherita, la priora suggerì di utilizzare la reliquia di sua zia quando il re Ladislao IV si ammalò gravemente per favorirne la guarigione.
Elisabetta contrasse per due volte matrimoni nella sua vita, ma le fonti storiche relative a tali eventi rimangono controverse.

### Matrimonio con Zavis di Falkenstein
Il nobile boemo Zavis di Falkenstein fu l'amante e poi il secondo marito di Cunegonda di Slavonia, vedova del re Ottocaro II di Boemia. Nel settembre 1285, tre mesi dopo il matrimonio ufficiale, Cunegonda morì, ma Zavis mantenne una grossa influenza su suo figlio, il re Venceslao II di Boemia.
È noto che Elisabetta suscitò un'innegabile influenza su suo fratello, il re Ladislao IV. Si pensi al fatto che, su sua richiesta, la moglie di Ladislao IV Elisabetta di Sicilia fu imprigionata in un monastero dal settembre 1286 all'agosto 1287. L'arcivescovo Lodomerio riferì in una lettera che il «seme della discordia tra il re e sua moglie era stato piantato» dalla sorella del re. Intorno al 1287-1288 Zavis di Falkenstein arrivò in Ungheria, forse per negoziare un'alleanza; in maniera altrettanto verosimile, fu l'influenza di Elisabetta sul fratello a spingere Zavis a sposarla. Elisabetta fu rapita dal monastero della Beata Vergine e divenne la moglie di Zavis il 4 maggio 1288. Il rapimento fu eseguito dai cortigiani di Ladislao IV e pare che in questa occasione il re ungherese disse: «Se avessi quindici sorelle o anche di più collocate in un luogo di clausura qualunque, le porterei via con la forza da lì per farle sposare lecitamente o illecitamente, allo scopo di stringere un legame parentale con degli alleati che mi potranno eventualmente sostenere con tutto il potere di cui godono nel compimento della mia volontà». L'arcivescovo Lodomerio informò con indignazione papa Niccolò IV del rapimento di Elisabetta e del suo matrimonio con Zavis nella lettera dell'8 maggio 1288. Il religioso affermò con certezza che Elisabetta fosse stata rapita di sua spontanea volontà. Inoltre, accusò sia Zavis che Elisabetta di incesto, sostenendo che tra di loro sussisteva «un grado di parentela» (entrambe le mogli di Zavis erano nipoti di Bela IV, re d'Ungheria; il diritto canonico dell'epoca proibiva il matrimonio quando sussisteva un legame parentale così stretto).
Elisabetta chiese all'arcivescovo Lodomerio di riconoscere il suo matrimonio, ma questi rifiutò. Successivamente, Zavis ed Elisabetta si rifugiarono nel regno di Boemia e più precisamente nei feudi di Falkenstein, dove Elisabetta diede alla luce un figlio alla fine del 1288. Durante l'assenza di Zavis dalla Boemia, i suoi nemici misero il re Venceslao II contro il suo patrigno, che si appropriò dell'eredità della defunta regina vedova Cunegonda. Dopo la nascita del figlio, Zavis decise di invitare al battesimo il re Venceslao II, ma il sovrano insistette affinché Zavis giungesse a Praga per presentare di persona l'invito. Quando Zavis arrivò a corte nel gennaio 1289, egli fu arrestato e gli fu chiesto, a titolo di ultimatum, di restituire i castelli e le terre della regina vedova Cunegonda al tesoro reale. Il boemo si rifiutò di soddisfare le richieste del re, dopodiché fu accusato di alto tradimento e giustiziato. Zavis di Falkenstein fu decapitato il 24 agosto 1290 davanti ai suoi fratelli presso le mura del castello di Hluboká.
Non si sa cosa fece Elisabetta dopo l'esecuzione del marito, ma appare probabile che fece ritorno al monastero della Beata Vergine situato sull'isola dei Conigli.

### Matrimonio con Stefano Uroš II Milutin di Serbia
Le fonti magiare, nello specifico cronache o documenti ufficiali, non riferiscono nulla del suo altro matrimonio con Milutin. Per decisione di suo fratello, Elisabetta si recò in Serbia, dove trascorse del tempo assieme a sua sorella Caterina, moglie del re Stefano Dragutin. Fu lì che il fratello di Dragutin Stefan Uroš Milutin la vide; secondo quanto riferito dal cronista Giorgio Pachimere, Elisabetta fu «catturata» da Milutin contro la sua volontà. Il cronista non include Elisabetta tra le mogli legittime di Milutin e definisce questa relazione «vergognosa e adulterina». Anche questo matrimonio creò problemi fin dall'inizio:
- Innanzitutto, Elisabetta ruppe ancora una volta i suoi voti monastici;[25]
- In secondo luogo, la donna era cattolica, mentre suo marito ortodosso;[25]
- In terzo luogo, il fratello maggiore di Milutin, Stefano Dragutin, era sposato con Caterina d'Ungheria, sorella di Elisabetta. Dal punto di vista della Chiesa ortodossa, due fratelli non potevano essere sposati con due sorelle. Tale relazione era infatti considerata inaccettabile, malgrado la Chiesa cattolica, durante il pontificato di Innocenzo III, si era pronunciata sul punto affermando che l'affinità non produce ulteriore affinità e che quindi i matrimoni dei fratelli non rappresentavano un ostacolo dal punto di vista canonico;[25]
- Infine, la prima moglie di Milutin era ancora in vita.[25]

La madre di Milutin, la regina Elena d'Angiò, si rivolse alla Santa Sede chiedendo di dichiarare invalido il matrimonio, con il risultato che Elisabetta fu rimandata al monastero della Beata Vergine sull'isola dei Conigli. Il Directorium ad passagium faciendum (1332) e l'Anonymi Descriptio Europae Orientalis (1308) menzionano il rifiuto di Elisabetta al matrimonio combinato tra Milutin e Simona Paleologina.

#### Trattative per il matrimonio con Milutin
Esistono due differenti ricostruzioni sulla data del matrimonio di Elisabetta con Stefano Uroš II Milutin. Secondo la prima, quest'unione sarebbe avvenuta prima del matrimonio con Zavis di Falkenstein (cioè prima del 1287). Una seconda versione riferisce invece che l'evento sarebbe avvenuto dopo l'esecuzione di Zavis (ossia dopo il 1290). Inoltre, se da una parte non vi sono dubbi sulla durata del legame matrimoniale con Zavis (1287-1290), la stessa cosa non può dirsi con riferimento a Milutin. Poiché le informazioni sulla biografia di quest'ultimo risultano confuse, resta ancora oggetto di dibattito il numero di donne sposate dal nobile serbi. La cronologia di questi matrimoni varia a seconda delle fonti, ma, oltre a Elisabetta, si menzionano le seguenti consorti: una nobildonna serba sconosciuta (probabilmente chiamata Jelena), una figlia di Angelina di Giovanni I Ducas, la principessa bulgara Ana Terter e la principessa bizantina Simona Paleologina.
- Secondo una prima versione, riferita dal cronista Giorgio Pachimere, Elisabetta non fu una moglie legittima, ma una concubina di Milutin presente a corte prima che l'uomo celebrasse le nozze con Ana Terter.[27][28]
- Una ricostruzione alternativa testimoniata dallo storico Niceforo Gregorio afferma che Elisabetta era la seconda moglie di Milutin. La prima fu la figlia di Giovanni I Ducas, la seconda Ana Terter:

(Niceforo Gregorio.)
- Secondo una terza versione, Elisabetta era la terza moglie di Milutin.[27][28]
- Il Directorium ad passagium faciendum (1332) sostiene che Milutin ebbe solo due mogli legittimamente sposate, ovvero Elisabetta e Simona Paleologina.[27]

##### Prima del 1287
Nel 1284 Milutin sposò Ana Terter. Pertanto, se il matrimonio di Elisabetta con Milutin venisse considerato il primo, esso dovrebbe essere stato celebrato «prima del 1284» e non «prima del 1287». Questa ricostruzione, la quale è stata caldeggiata dagli studiosi fino alla metà del XX secolo (compreso Konstantin Jireček), si ispira principalmente sulle informazioni testimoniate da Niceforo Gregorio. Vladimir Ćorović, uno storico slavo del XX secolo, ritenne anch'egli che il matrimonio tra Milutin ed Elisabetta ebbe luogo prima del 1284, scrivendo a tal proposito: «[Milutin] si sposò una seconda volta con Elisabetta, la sorella di sua cognata Caterina, moglie di Dragutin. Elisabetta era una suora. Da lei ebbe una figlia con un nome ignoto. Dopo poco tempo, nel 1284, la cacciò via». Alcuni storici moderni (Ljubomir Maksimović, Svetislav Mandić e Željko Fajfrić) non solo aderiscono a questa impostazione, ma includono la moglie serba Jelena nell'elenco delle mogli di Milutin.
Oltre al passaggio summenzionato di Niceforo Gregoro, chi aderisce alla ricostruzione secondo la quale la relazione di Milutin con Elisabetta avvenne prima del matrimonio con Ana Terter adducono ulteriori prove a sostegno della loro tesi:
- Il fratello di Elisabetta, re Ladislao IV d'Ungheria, morì nel 1290. Ciò significa che se il matrimonio con Elisabetta fosse avvenuto dopo il 1290 non ci sarebbe stato alcun vantaggio politico per Milutin.[21]
- Nelle fonti ungheresi del periodo 1283-1285 Elisabetta non viene citata.[21]
- Le fonti magiare non la menzionano mai dopo il 1285 come «priorissa» del monastero. È probabile che ciò si spieghi con la sua partenza per la Serbia e il matrimonio con Milutin.[21][33]
- L'unico scritto che riferisce del matrimonio di Elisabetta con Milutin dopo Zavis, l'Anonymi Descriptio Europae Orientalis, è stato realizzato sotto l'influenza dei parenti francesi della dinastia degli Angioini, la cui pretesa al trono ungherese faceva leva sul loro legame di parentela con Maria, sorella di Elisabetta. Se quest'ultima fosse la maggiore per età, la sua pretesa e quella dei suoi figli risulterebbe decisamente fondata. Di conseguenza, la Descriptio screditò costantemente le pretese di Elisabetta e Caterina al trono ungherese, dopo averle accusate di essere cristiane ortodosse e di condurre una vita peccaminosa.[34]

- Secondo Kanyó, Elisabetta era una donna ritenuta anziana per l'epoca medievale, qualora effettivamente si fosse sposata con Milutin dopo il 1292. Poiché aveva 37 anni, ella era forse troppo vecchia per partorire e dare alla luce uno o più figli per Milutin.[35]
- Elisabetta era una lontana parente del re Andrea III d'Ungheria, che salì al potere dal 1290. Andrea era sostenuto dall'arcivescovo Lodomerio, il principale oppositore di Elisabetta, e Andrea sfruttò i suoi legami con i parenti napoletani per stringere alleanze matrimoniali nei Balcani. A quel punto Milutin non avrebbe guadagnato alcun vantaggio politico se avesse sposato Elisabetta.[33]

##### Dopo il 1290
Tra le pubblicazioni relative alle vicende personali che coinvolsero Milutin ve ne sono alcune che tengono conto di fonti alternative. Queste versioni si basano perlopiù sulla Anonymi Descriptio Europae Orientalis del 1308, la quale afferma chiaramente che il matrimonio con Milutin si concluse dopo l'esecuzione di Zavis di Falkenstein:
(Anonymi Descriptio Europae Orientalis, 1308)
Secondo questa ricostruzione, Elisabetta divenne la moglie di Milutin, sia pur non godendo del riconoscimento della Chiesa, non prima del 1290.  Lo storico V. Bastovanović data l'inizio del matrimonio (o della convivenza illegittima) di Elisabetta e Milutin tra il 1292 e il 1296.
- Una delle argomentazioni a favore di questa tesi ricorda il contesto politico del momento: nel 1292, il matrimonio con Ana Terter cessò di risultare utile a Milutin, poiché suo padre non era più re e suo fratello viveva come ostaggio alla corte dell'Orda d'Oro.[nota 2] Pertanto, è possibile che Ana avesse vissuto lontana da Milutin dal 1292.
- La conferma che Milutin non viveva con Ana nel 1296 si riscontra con la sua assenza nell'affresco dipinto nel medesimo anno nella chiesa di Sant'Achilleo ad Arilje. Nel nartece della struttura, più precisamente sulla parete meridionale, sono raffigurati Achilleo di Larissa, Stefano Milutin, Stefano Dragutin e la moglie di quest'ultimo, Caterina d'Ungheria.[36][37][38] In virtù di questo possibile indizio, è verosimile che in quel frangente storico, ovvero nel 1292/1296-1299, Milutin viveva con Elisabetta. La Chiesa serba non riconobbe la legittimità di questa relazione, tanto che da nessuna parte nelle cronache Elisabetta fu mai annoverata come la «regina dei Serbi».[31] Dal canto suo, l'Anonymi Descriptio Europae Orientalis afferma che «Milutin ebbe molte mogli contemporaneamente»;[4] probabilmente ciò significava che durante il 1292/96-1299 sia Ana Terter che Elisabetta furono mogli di Milutin.[39]
- I sostenitori di questa ricostruzione richiamano una lettera dell'arcivescovo Lodomerio di Strigonio datata 8 maggio 1288. In questa missiva il religioso informava il papa della fuga di Elisabetta dal monastero, testimoniando che la nobildonna aveva vissuto lì fino all'età di trentadue anni prima di fuggire con Zavis di Falkenstein, senza però mai menzionare Milutin.[40]

| Giorgio Pachimere                                                                                   | Niceforo Gregorio                                                                              | Guillaume Adam                                      | Željko Fajfrić e Ljubomir Maksimović                                                      | V. Bastovanović                                                                                          |
| --------------------------------------------------------------------------------------------------- | ---------------------------------------------------------------------------------------------- | --------------------------------------------------- | ----------------------------------------------------------------------------------------- | --- |
| 1) Jelena (nobildonna serba) (1272-1282, ripudiata; m. 1298)                                        |                                                                                                |                                                     | 1) Jelena (nobildonna serba) (1272-1282, ripudiata; m. 1298)                              | 1) Jelena (nobildonna serba) (1272-1282, ripudiata; m. 1298)                                             |
| 2) Elena Ducaina Angelina, figlia di Giovanni I Ducas di Tessaglia (1282-1283, ripudiata)           | 1) Elena Ducaina Angelina, figlia di Giovanni I Ducas di Tessaglia (1272/1282-1283, ripudiata) |                                                     | 2) Elena Ducaina Angelina, figlia di Giovanni I Ducas di Tessaglia (1282-1283, ripudiata) | 2) Elena Ducaina Angelina, figlia di Giovanni I Ducas di Tessaglia (1282-1283, ripudiata)                |
| |                                                                                                |                                                     |                                                                                           | 3) Ana Terter di Bulgaria (1284-1296, ripudiata)                                                         |
| Elisabetta d'Ungheria (concubinato [matrimonio non riconosciuto dalla Chiesa] 1283-1284, ripudiata) | 2) Elisabetta d'Ungheria (1283-1284, ripudiata)                                                | 1) Elisabetta d'Ungheria (?-1299, ripudiata)        | 3) Elisabetta d'Ungheria (1279/1283-1284, ripudiata)                                      | Elisabetta d'Ungheria (concubinato [matrimonio non riconosciuto dalla Chiesa] 1292/1296-1299, ripudiata) |
| 3) Ana Terter di Bulgaria (1284-1299, ripudiata)                                                    | 3) Ana Terter di Bulgaria (1284-1299, ripudiata)                                               |                                                     | 4) Ana Terter di Bulgaria (1284-1296, ripudiata)                                          | |
| 4) Simona Paleologina (1299-1321, morte di Milutin)                                                 | 4) Simona Paleologina (1299-1321, morte di Milutin)                                            | 2) Simona Paleologina (1299-1321, morte di Milutin) | 5) Simona Paleologina (1299-1321, morte di Milutin)                                       | 4) Simona Paleologina (1299-1321, morte di Milutin)                                                      |

### Discendenza
Da Zavis di Falkenstein:
1. Un figlio maschio (nato alla fine del 1288 - probabilmente morto in giovane età); le fonti lo confondevano con Janos di Falkenstein, figlio di Zavis e della regina vedova Cunegonda di Slavonia.[20][40][44]
2. Una figlia (nata alla fine del 1290 - probabilmente morta in giovane età); menzionata in alcuni siti genealogici, ma la sua esistenza non è stata confermata da alcuna fonte primaria.

Da Stefano Uroš II Milutin:
1. Zorica (anche Zoritsa o Zaritsa): il suo "strano nome" (insolitamente testimoniato dalle fonti contemporanee)[29] significa probabilmente "regina" (in latino Zariza, Zarizam, in serbo Царица?, Carica).[45] Nel 1308, Milutin avviò i preparativi finalizzati a organizzare un matrimonio con una figlia di Carlo di Valois e si rivolse a papa Clemente V per chiedere aiuto nelle trattative. Tuttavia, si rese presto conto che tale alleanza non gli avrebbe arrecato alcun vantaggio; benché le negoziazioni non ebbero conseguenze di vasta portata, nei documenti di cui si ha conoscenza Milutin promise di concedere in sposa sua figlia Zorica a Carlo d'Alençon, secondogenito di Carlo di Valois. Oltre che nell'accordo di Milutin con Carlo di Valois, Zorica è citata nell'Anonymi Descriptio Europae Orientalis del 1308.[4][21][46] La nobildonna è altresì raffigurata negli affreschi dei monasteri di Gračanica e di Visoki Dečani.[46]
2. Neda (chiamata anche Ana;[nota 3] in bulgaro e in serbo Ана-Неда?): fu la prima moglie di Michele Asen III, lo zar della Bulgaria, e la madre di Ivan Stefano.[47] Secondo una lettera di Roberto d'Angiò, re di Napoli, Anna era sua cugina. Questo legame sarebbe risultato sussistente soltanto nel caso in cui sua madre fosse stata Elisabetta.[48]
3. Stefano Konstantin: i sostenitori della ricostruzione secondo cui Milutin fu il primo marito di Elisabetta sostengono che fosse sua madre.[1]

### Gli ultimi anni, la morte e la leggenda
Nel 1290, mentre il re Ladislao IV era ancora in vita, Elisabetta fu citata per l'ultima volta nei documenti ungheresi (in una delle lettere del monarca fu chiamata «la nostra amata sorella»). Dal 1290 al 1300 nessun documento fa riferimento alla vita di Elisabetta. È noto invece che il 9 luglio 1300 lasciò l'Ungheria per Manfredonia, in Puglia, assieme alla sorella Maria, moglie del re Carlo II di Napoli. Nel 1301 Elisabetta riabbracciò la vita monastica presso il monastero domenicano di San Pietro a Napoli, fondato da Carlo II. Negli anni successivi viene saltuariamente citata nei documenti del regno di Napoli:
- Secondo un'iscrizione datata 2 marzo 1303, a Elisabetta furono assegnate 30 once d'oro all'anno per il mantenimento.
- Il 18 novembre 1306 saldò il debito di Carlo II.
- Il 9 luglio 1308 e nel 1313 Elisabetta viene menzionata nei documenti del monastero.

Negli atti del 1326 relativi all'eredità della sorella di Elisabetta, Maria, che morì nel 1323, si afferma che Elisabetta è deceduta. Ciò implica che Elisabetta morì tra il 1313 e il 1326. Forse, al momento della morte di Maria nel 1323, Elisabetta già non era più in vita; alcune prove non confermate sostengono che sia morta prima del luglio 1322.
Il luogo in cui Elisabetta fu tumulata resta sconosciuto. Secondo le fonti disponibili, venne sepolta nel monastero di San Pietro. La Leggenda di Santa Margherita scritta dalla suora Lea Ráskai nel XVI secolo e i testi successivi basati su questa fonte riferiscono che il luogo di sepoltura si trovava sull'isola dei Conigli, accanto alla tomba di suo padre. Gli scavi archeologici condotti sull'isola dei Conigli (oggi isola Margherita) non hanno portato alla luce alcunché, né è stata scoperta una qualche prova che testimoni la presenza della sua tomba.
Elisabetta venne poi venerata come beata. Il gesuita Gábor Hevenesi (1656-1715), autore di un libro sui santi re ungheresi, dedicò un capitolo a Elisabetta. In questo resoconto non si fa menzione del suo matrimonio con Milutin, mentre quello con Zavis è menzionato soltanto in maniera fugace. Secondo quanto narrato da Hevenesi, Elisabetta si sforzò di seguire l'esempio sua zia, Santa Margherita; ella lasciò l'Ungheria per volere del papa e si stabilì in un monastero costruito dalla sorella a Napoli.
Kanyó ha ipotizzato che possa esistere una tradizione su di lei, basata sulla differenza del suo ruolo tra i più antichi testi latini della Leggenda di Santa Margherita e i tardi testi ungheresi dell'agiografia di Margherita, ma non si conoscono prove a supporto di questa tesi. Kanyó ha altresì sostenuto che il falso anno di morte di Elisabetta (1285) riportato nell'opera di Hevenesi potrebbe corrispondere ql momento della sua partenza per la Serbia.

## Ascendenza
|                         |   |                       | Genitori                  |  |  | Nonni |  |  | Bisnonni             |  |  | Trisnonni           |  |
|                         |   |                       |                           |  |  |       |  |  | Andrea II d'Ungheria |  |  | Béla III d'Ungheria |  |
|                         |   |                       |                           |  |  |       |  |  | Andrea II d'Ungheria |  |  | Béla III d'Ungheria |  |
|                         |   | Agnese d'Antiochia    |                           |  |  |       |  |  | Andrea II d'Ungheria |  |  |                     |  |
| Béla IV d'Ungheria      |   |                       |                           |  |  |       |  |  | Andrea II d'Ungheria |  |  |                     |  |
|                         |   | Gertrude di Merania   | Bertoldo IV d'Andechs     |  |  |       |  |  |                      |  |  |                     |  |
|                         |   | Gertrude di Merania   | Bertoldo IV d'Andechs     |  |  |       |  |  |                      |  |  |                     |  |
|                         |   | Gertrude di Merania   | Agnese di Rochlitz        |  |  |       |  |  |                      |  |  |                     |  |
| Stefano V d'Ungheria    |   | Gertrude di Merania   |                           |  |  |       |  |  |                      |  |  |                     |  |
|                         |   | Teodoro I Lascaris    | …                         |  |  |       |  |  |                      |  |  |                     |  |
|                         |   | Teodoro I Lascaris    | …                         |  |  |       |  |  |                      |  |  |                     |  |
|                         |   | Teodoro I Lascaris    | …                         |  |  |       |  |  |                      |  |  |                     |  |
| Maria Lascaris di Nicea |   | Teodoro I Lascaris    |                           |  |  |       |  |  |                      |  |  |                     |  |
|                         |   | Anna Comnena Angelina | Alessio III Angelo        |  |  |       |  |  |                      |  |  |                     |  |
|                         |   | Anna Comnena Angelina | Alessio III Angelo        |  |  |       |  |  |                      |  |  |                     |  |
|                         |   | Anna Comnena Angelina | Eufrosina Ducena Camatera |  |  |       |  |  |                      |  |  |                     |  |
| Elisabetta d'Ungheria   |   | Anna Comnena Angelina |                           |  |  |       |  |  |                      |  |  |                     |  |
|                         | … | …                     |                           |  |  |       |  |  |                      |  |  |                     |  |
|                         | … | …                     |                           |  |  |       |  |  |                      |  |  |                     |  |
|                         | … | …                     |                           |  |  |       |  |  |                      |  |  |                     |  |
| …                       | … |                       |                           |  |  |       |  |  |                      |  |  |                     |  |
|                         |   | …                     | …                         |  |  |       |  |  |                      |  |  |                     |  |
|                         |   | …                     | …                         |  |  |       |  |  |                      |  |  |                     |  |
|                         |   | …                     | …                         |  |  |       |  |  |                      |  |  |                     |  |
| Elisabetta dei Cumani   |   | …                     |                           |  |  |       |  |  |                      |  |  |                     |  |
|                         |   | …                     | …                         |  |  |       |  |  |                      |  |  |                     |  |
|                         |   | …                     | …                         |  |  |       |  |  |                      |  |  |                     |  |
|                         |   | …                     | …                         |  |  |       |  |  |                      |  |  |                     |  |
| …                       |   | …                     |                           |  |  |       |  |  |                      |  |  |                     |  |
|                         |   | …                     | …                         |  |  |       |  |  |                      |  |  |                     |  |
|                         |   | …                     | …                         |  |  |       |  |  |                      |  |  |                     |  |
|                         |   | …                     | …                         |  |  |       |  |  |                      |  |  |                     |  |
|                         |   | …                     |                           |  |  |       |  |  |                      |  |  |                     |  |

### Esplicative
1. ↑  Il nome di questa moglie di Milutin, proveniente della Tessaglia, non è indicato in nessuna delle fonti primarie oggi pervenuteci, allo stesso modo del nome della prima moglie serba di Milutin. Si era ipotizzato in precedenza che Elena/Jelena fosse il nome della moglie della Tessaglia, in quanto su un affresco risalente al 1282-1283 situato nel monastero di Đurđevi Stupovi, accanto a Milutin, è raffigurata «Elena la regina dei Serbi» (Malamut (2000), p. 491). Questo affresco viene fatto risalire al biennio appena indicato per una serie di motivi (titolo, insegne e abbigliamento di Milutin, immagine congiunta di due fratelli seduti durante un'assemblea), ossia immediatamente dopo la costruzione della cattedrale di Deževa (nell'odierna municipalità di Novi Pazar). Grosso modo nella stessa fase storica, la moglie di Milutin, la regina Elena, è riportata su un'icona serba collocata nella basilica di San Nicola a Bari: a destra di San Nicola si può scorgere Milutin, mentre alla sua sinistra la regina Elena, sua moglie, e un'altra figura femminile, ovvero Elena d'Angiò, la madre di Milutin (Malamut (2000), pp. 499-500). Ad ogni modo, poiché Giovanni I Ducas di Tessaglia ebbe un'altra figlia di nome Elena (che sposò Guglielmo I de la Roche, duca di Atene), quest'altra discendente, poi concessa in sposa a Milutin, non poteva chiamarsi Elena (Malamut (2000), p. 493).
2. ↑  Giorgio Terter I fu costretto a concedere sua figlia in sposa a Čaka, figlio di Nogai Khan, e a mandare suo figlio ed erede Teodoro Svetoslav come ostaggio nel territorio dell'Orda d'Oro. Lì Teodoro accettò lo status di vassallo nei confronti di Nogai Khan, ma ciò non salvò i suoi domini dalle incursioni dei Tartari. Di conseguenza, Giorgio abdicò e fuggì a Bisanzio nel 1292 (Fine (1994), pp. 225-228).
3. ↑  Gli storici bulgari contemporanei la chiamano Ana-Neda (con un trattino tra i due nomi). È probabile che alla bambina fu assegnato al momento della nascita il nome Neda, ricevendo poi in virtù del matrimonio e del titolo di regina il prenome "Ana" ((SR) Svetislav Mandić, CRTE I REZE Fragmenti starog imenika, Slovo ljubve Beograd, 1981.). Nelle fonti veniva anche chiamata Dominika (Доминика), perché Neda deriva da "недеља" (nedelja) in serbo e significa "domenica" (cioè Dius Domini).

### Bibliografiche
1. 1 2 3  Malamut (2000), p. 498.
2. 1 2 3 4 5  Makkai e Mezey (1960), p. 207.
3. 1 2  Živković et al. (2013), p. 126.
«Anonymi multitudinem uxorum simul actu habens inter quas habet nunc filiam imperatoris Constantinopolitani cum qua habet magnam terram in Grecia intorno a Salonicco. Filium nullum habet, sed tamen quendam bastardum a quadam communi muliercula et unam filiam quam habuit a filia regis Hungarie, sorore regine Sicilie, que fuit monialis professa et uelata XXXIIII annis et in monasterio inclusa. Filie enim sue iam dicte dedit duos maritos, bastardo etiam duas uxores.»
4. 1 2 3 4  Živković et al. (2013), p. 144.
«Quartam posuit in monasterio ubi iacet corpus prefate uirginis Margarite, sororis sue, in quo stetit per triginta duos annos. Postmodum apostatauit et nobilem quendam de Bohemia duxit in maritum. Quo mortuo duxit regem Rasie in uirum et ex ea dictus rex Rasie habet filiam quam uellet tradere domino Carolo, uel filio suo.»
5. 1 2  Kanyó (2018), p. 14.
6. ↑  Secondo Kristó, il re Stefano V ebbe un'altra figlia (il cui nome è ignoto) che sposò il despota bulgaro Giacobbe Svetoslav: Kristó e Makk (1996), p. 271, appendice 5.
7. 1 2 3 4 5  Malamut (2000), p. 493.
8. ↑  Wertner (1892), p. 527.
9. ↑  (HU) SZENT MARGIT LEGENDÁJA, su mek.niif.hu. URL consultato il 29 dicembre 2022.
10. ↑  Csepregi, Klaniczay e Péterfi (2018), p. 193.
11. ↑  Kanyó (2018), p. 17.
12. ↑  Wertner (1892), p. 530.
13. ↑  Csepregi, Klaniczay e Péterfi (2018), p. 12.
14. ↑  Kanyó (2018), p. 30.
15. ↑  Cronica Aule Regie, capitulum XVI-XVIII.
16. ↑  Cronica Aule Regie, capitulum XIX.
17. ↑  Cronica Aule Regie, capitulum XXIV.
18. ↑  (EN) N. Berend, At the Gate of Christendom: Jews, Muslims and 'Pagans' in Medieval Hungary, c. 1000-c. 1300, Cambridge University Press, 2001,  p. 176, ISBN 978-0-521-02720-5.
19. ↑  Klaniczay (2002), p. 278.
20. 1 2  Cronica Aule Regie, capitulum XXV.
21. 1 2 3 4 5 6 7  (SR) L. Maksimović, I. Đurić, S. Ćirković, B. Ferjančić, N. Radošević, Vizantijski Izvori Za Istoriju Naroda Jugoslavije, su archive.org, VI, Belgrado, Istituto bizantino (Accademia serba delle scienze e delle arti), 1986,  p. 51.
22. 1 2  (SR) Konstantin Jireček, Istorija srba (PDF), su plemenasrpska.yolasite.com, Belgrado, 1952,  p. 247. URL consultato il 29 dicembre 2022 (archiviato dall'url originale il 5 marzo 2016).
23. ↑  Kanyó (2018), p. 18.
24. 1 2 3 4  Malamut (2000), p. 491.
25. 1 2 3 4   Malamut (2000), pp. 497-498.
26. ↑  Malamut (2000), pp. 491-495.
27. 1 2 3 4 5  Malamut (2000), p. 492.
28. 1 2  Krastev (2006), p. 652.
29. 1 2  (SR) Vladimir Ćorović, La Serbia come principale Stato dei Balcani - Storia del popolo serbo, su rastko.rs, Project Rastko, 2001. URL consultato il 1º gennaio 2023.
30. ↑  Stanković (2017), p. 106.
31. 1 2 3 4  Malamut (2000), p. 494.
32. ↑  Mandić (1990), pp. 115-117.
33. 1 2  Kanyó (2018), p. 21.
34. ↑  Kanyó (2018), pp. 17-22.
35. ↑  Kanyó (2018), p. 22.
36. ↑  (RU) Viktor Lazarev, Storia della pittura bizantina // VIII.9. Pittura serba della fine del XIII secolo: Ohrid, Arilje, su icon-art.info, Mosca, Art, 1986.
37. ↑  Radojčić (1934), p. 30.
38. ↑  Malamut (2000), p. 492, 498.
39. ↑  Malamut (2000), p. 499.
40. 1 2  Szabó (1886), p. 145.
41. 1 2  Mandić (1990), p. 114.
42. ↑  (SR) Željko Fajfrić, La Nobile Discendenza di Stefano Nemanja // La Ribellione di Stefano (Dečanski), su rastko.rs, Project Rastko, 1998. URL consultato il 2 gennaio 2023.
43. ↑  Malamut (2000), pp. 493-494.
44. ↑  Wertner (1892), p. 534.
45. ↑  Mandić (1990), p. 106.
46. 1 2  Malamut (2000), pp. 496, 499.
47. ↑  Uzelac (2014), p. 44.
48. ↑  Uzelac (2014), pp. 31-32.
49. 1 2  Wertner (1892), p. 529.
50. ↑  Fraknói (1906), p. 336.
51. 1 2  Kádár (2011), pp. 29-30.
52. ↑  Kanyó (2018), pp. 28-31.
53. ↑   La beata vedova Elisabetta, su katolikus.hu. URL consultato il 2 gennaio 2022.
54. ↑  Kanyó (2018), pp. 30-31.

### Fonti primarie
- Cronica Aule Regie, su clavmon.cz. URL consultato il 2 gennaio 2022.

### Fonti secondarie
- (EN) Ildiko Csepregi, Gábor Klaniczay e Bence Péterfi, The Oldest Legend: Acts of the Canonization Process, and Miracles of Saint Margaret of Hungary, Central European University Press, 2018, ISBN 978-96-33-86218-6.
- (EN) John Van Antwerp Jr. Fine, The Late Medieval Balkans: A Critical Survey from the Late Twelfth Century to the Ottoman Conquest, The University of Michigan Press, 1994, ISBN 978-0-472-08260-5.
- (HU) Vilmos Fraknói, Mária, V. István király leánya, nápolyi királyné [Maria, figlia di re Stefano V, regina di Napoli] (PDF), vol. 3, Budapesti Szemle, 1096,  pp. 321-358.
- (HU) Tamás Kádár, A középkori magyar királyi és kormányzói családok tagjainak elhalálozási és temetési időpontjai valamint helyei 1301-1541 közö [Date e luoghi di morte e sepoltura dei membri delle famiglie reali e governative ungheresi medievali 1301-1541] (PDF), XVIII, FONS (Forráskutatás és Történeti Segédtudományok), 2011,  pp. 25-53.
- (HU) Ferenc Kanyó, Az apáca, a szerető, a királyné és a boldog. Egy életrajz az utolsó Árpádok idejéből [La monaca, l'amante, la regina e la beata. Una biografia della tarda epoca degli Arpadi. Elisabetta d'Ungheria, Regina di Serbia], Gondolat Kiadó, 2018.
- (EN) Gábor Klaniczay, Holy Rulers and Blessed Princesses: Dynastic Cults in Medieval Central Europe, Cambridge University Press, 2002, ISBN 978-05-21-42018-1.
- (EN) Eszter Konrád, Helisabet filia Stephani regis Ungarorum illustris: image of a saintly nun of the Arpad dynasty as reflected in hagiographic sources, in Convivium, vol. 9, 2022,  pp. 136-153.
- (BG) Krassimir Krastev, Sŭdbata na bŭlgarskata tsarkinya Anna Terter, V: Tangra. Sbornik v chest na 70-godishninata na akad, Sofia: СУ, Vasil Gyuzelev, 2006,  pp. 649-657.
- (HU) Gyula Kristó e Ferenc Makk, Az Árpád-ház uralkodói [Sovrani della casata degli Arpadi], I.P.C. Könyvek, 1996, ISBN 963-7930-97-3.
- (HU) László Makkai e László Mezey, Árpád-kori és Anjou-kori levelek: XI-XIV. század (PDF), Gondolat Kiadó, 1960.
- (FR) Élisabeth Malamut, Les Reines de Milutin, in Byzantinische Zeitschrift, vol. 93, n. 2, 2ª ed., 2000,  pp. 490-507, DOI:10.1515/BZ-2000-0207.
- (SR) Svetislav Mandić, Carski čin Stefana Nemanje: činjenice i pretpostavke o srpskom srednjovekovlju [Il rango imperiale di Stefano Nemanja: fatti e ipotesi sul Medioevo serbo], Srpska književna zadruga, 1990.
- (HR) Svetozar Radojčić, Portreti srpskih vladara u Srednjem veku [Biografie di sovrani serbi nel Medioevo], Lubiana, Delniška tiskarna, 1934.
- (HU) Károly Szabó, Kun László, 1272-1290 [Re Ladislao], Budapest, V. Mehner kiad, 1886.
- Vlada Stanković, Portraits of Medieval Eastern Europe, 900-1400 // PART 3: Byzantium and South Eastern Europe — King Milutin and his many marriages, Routledge, 2017, ISBN 978-13-51-79022-2.
- (SE) Aleksandar Uzelac, О српској принцези и бугарској царици Ани (прилог познавању бракова краља Милутина) [Della principessa serba e dell'imperatrice bulgara Anna (un contributo alla conoscenza dei matrimoni del re Milutin)], vol. 63, Историјски часопис, 2014,  pp. 29-46.
- (HU) Mór Wertner, Az Árpádok családi története [Storia della Famiglia degli Arpadi], Szabó Ferencz N.-eleméri plébános & Pleitz Fer. Pál Könyvnyomdája, 1892.
- (SR) Tibor Živković, Vladeta Petrović, Aleksandar Uzelac e Dragana Kunčer, Anonymi Descriptio Europae Orientalis: Anonimov opis istočne Evrope, Izvori za srpsku istoriju, Istorijski institut, 2013, ISBN 978-86-77-43102-0.